# Le ultime volontà dello zio
Le ultime volontà dello zio (The Case of the Stuttering Pig) è un cortometraggio Looney Tunes animato del 1937 della Warner Bros. che ha come protagonista Porky Pig.

## Produzione
Il cartone animato, parodia de Lo strano caso del dottor Jekyll e del signor Hyde, cita nel titolo originale The case of the stuttering bishop (in italiano La vittima sommersa), film della serie Perry Mason prodotto lo stesso anno dalla Warner Bros. Nel film compare Petunia Pig, qui presentata come sorella di Porky e in seguito trasformata nella sua fidanzata. Alcune gag saranno riutilizzate in altri cortometraggi di Porky Pig, a partire da Un fantasma mattacchione di due anni dopo.
Nel 1968, in occasione di una ridistribuzione cinematografica, il cartone animato fu colorato con la tecnica del cel-coloring, che però compromise vistosamente la qualità dell'animazione. Nel 1995 fu restaurato e ricolorato con tecniche computerizzate.

### Edizione italiana
In Italia il cartone animato fu doppiato e distribuito ufficialmente solo nel 1990, e poi ridoppiato nel 2000.

## Trama
Porky, i suoi fratelli e la sorella Petunia ricevono una visita dall'avvocato Goodwill: questi legge il testamento del ricco zio Solomon, che ha lasciato loro una fortuna.
Al termine della lettura Goodwill entra in un laboratorio segreto e prepara una pozione: bevendola si trasforma in un orribile mostro, che rompendo la quarta parete comunica al pubblico di voler uccidere i fratelli per impadronirsi dell'eredità, minacciando chiunque intralcerà i suoi piani. Tornerà a farlo altre volte nel corso della storia, prendendosela in particolare con uno spettatore seduto in terza fila, da lui giudicato "una mammoletta".
Nelle sembianze del mostro, Goodwill rapisce i fratelli uno dopo l'altro, finché Porky e Petunia non rimangono soli. Mentre i due vagano per la casa cercando i fratelli, il mostro afferra anche Petunia e inizia quindi a seguire Porky, che fugge rocambolescamente fino a trovarsi nel laboratorio dove il mostro tiene prigionieri i fratelli. Proprio quando sembra che il mostro li stia per eliminare, una sedia da teatro vola addosso al mostro, colpendolo in pieno: quando Goodwill chiede chi sia stato a lanciarla, si fa avanti lo spettatore della terza fila.